# Áno Váthia
Áno Váthia (Ano Vatheia) är en ort i Grekland.   Den ligger i prefekturen Nomós Evvoías och regionen Grekiska fastlandet, i den östra delen av landet, 50 km norr om huvudstaden Aten. Áno Váthia ligger 127 meter över havet och antalet invånare är 372. Den ligger på ön Euboia.
Terrängen runt Áno Váthia är varierad. Havet är nära Áno Váthia söderut.  Närmaste större samhälle är Amárynthos, 2,7 km sydväst om Áno Váthia. 